# Asplenium recoderi
Asplenium recoderi är en svartbräkenväxtart som beskrevs av Aizpuru, Catalán. Asplenium recoderi ingår i släktet Asplenium och familjen Aspleniaceae. Inga underarter finns listade.